# Führungsunterstützung (Bundesheer)
Führungsunterstützung (FüU) ist der funktionale Aufgabenbereich des Österreichischen Bundesheeres, der Führung, Kräfte, Mittel und Verfahren auf der Basis eines gesamtheitlichen Führungssystems mit dem Ziel zusammenfasst, die eigene Führungsfähigkeit ununterbrochen sicherzustellen.
Die Aufgaben der Führungsunterstützung werden im Bundesheer durch die Teilstreitkraft Cyber-Kräfte wahrgenommen. Zu den Cyber-Kräften gehören die Waffengattungen Cyber-Truppe, EloKa-Truppe und IKT-Truppe. Der Einsatz von hochspezialisierten Fachkräften für Informations- und Kommunikationstechnologie ermöglicht sowohl im Inland als auch bei Auslandseinsätzen und bei internationalen Übungen stabile Kommunikationswege zur sicheren Übertragung von Meldungen, Befehlen und Informationen.
Organisationselemente der Cyber-Kräfte im Österreichischen Bundesheer:
- Informations-Kommunikations-Technologie und Cybersicherheitszentrum
- Führungsunterstützungsschule
- Führungsunterstützungsbataillon 1
- Führungsunterstützungsbataillon 2